# Suil Barragán
Suil Barragán – wenezuelski judoka.
Uczestnik mistrzostw świata w 1997. Wicemistrz igrzysk Ameryki Południowej w 1998. Brązowy medalista igrzysk Ameryki Środkowej i Karaibów w 1998. Zdobył trzy medale na mistrzostwach panamerykańskich w latach 1996 - 1998.